# Мост Маргарет Хант Хилл
Мост Маргарет Хант Хилл (англ. Margaret Hunt Hill Bridge) — вантовый мост через реку Тринити в Далласе, штате Техас (США). Мост назван в честь Маргарет Хант Хилл, филантропа и старшей дочери американского магната Гарольда Ханта. Его сконструировал Сантьяго Калатрава в рамках проекта по обустройству реки Тринити. Мост Маргарет Хант Хилл стал первым мостом архитектора в США, а также первым из трёх его запланированных мостов в Далласе. Строительство второго, моста Маргарет МакДермотт, было завершено в 2017 году, а третьего — отменено.

## Галерея

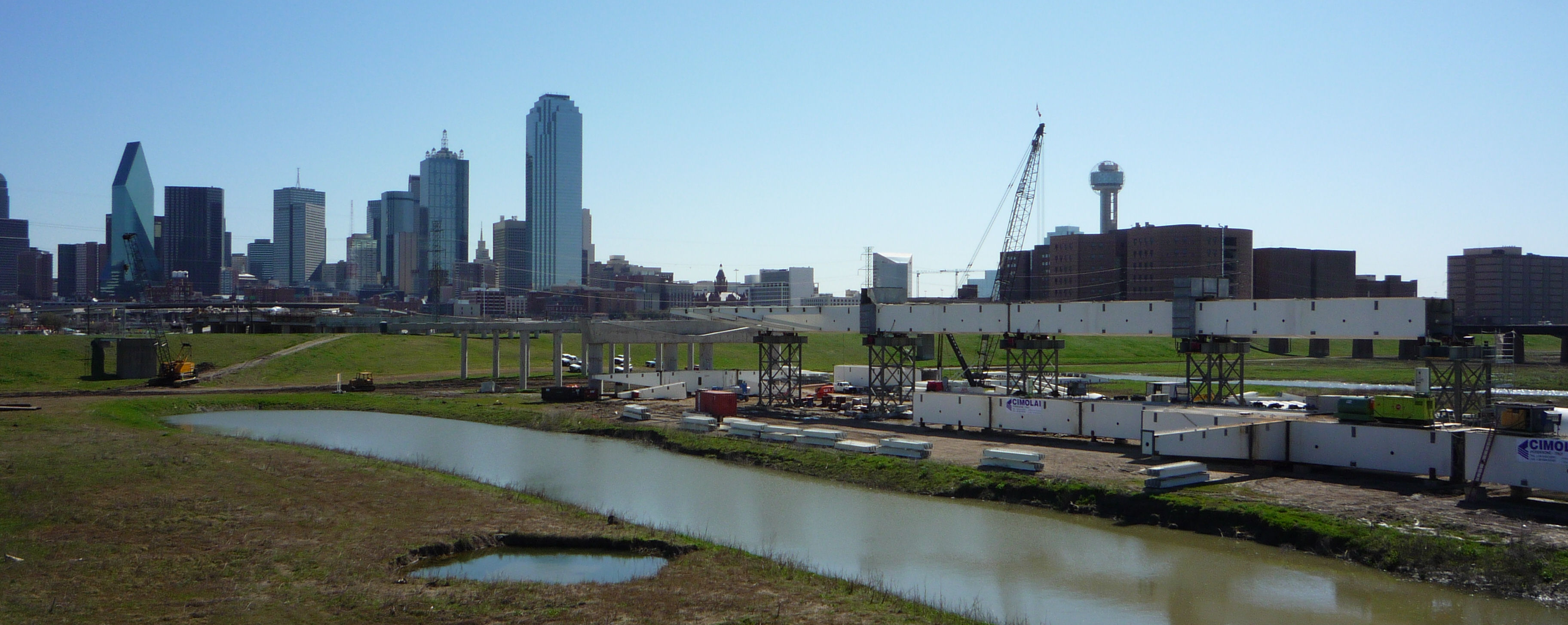
Строительство в марте 2010
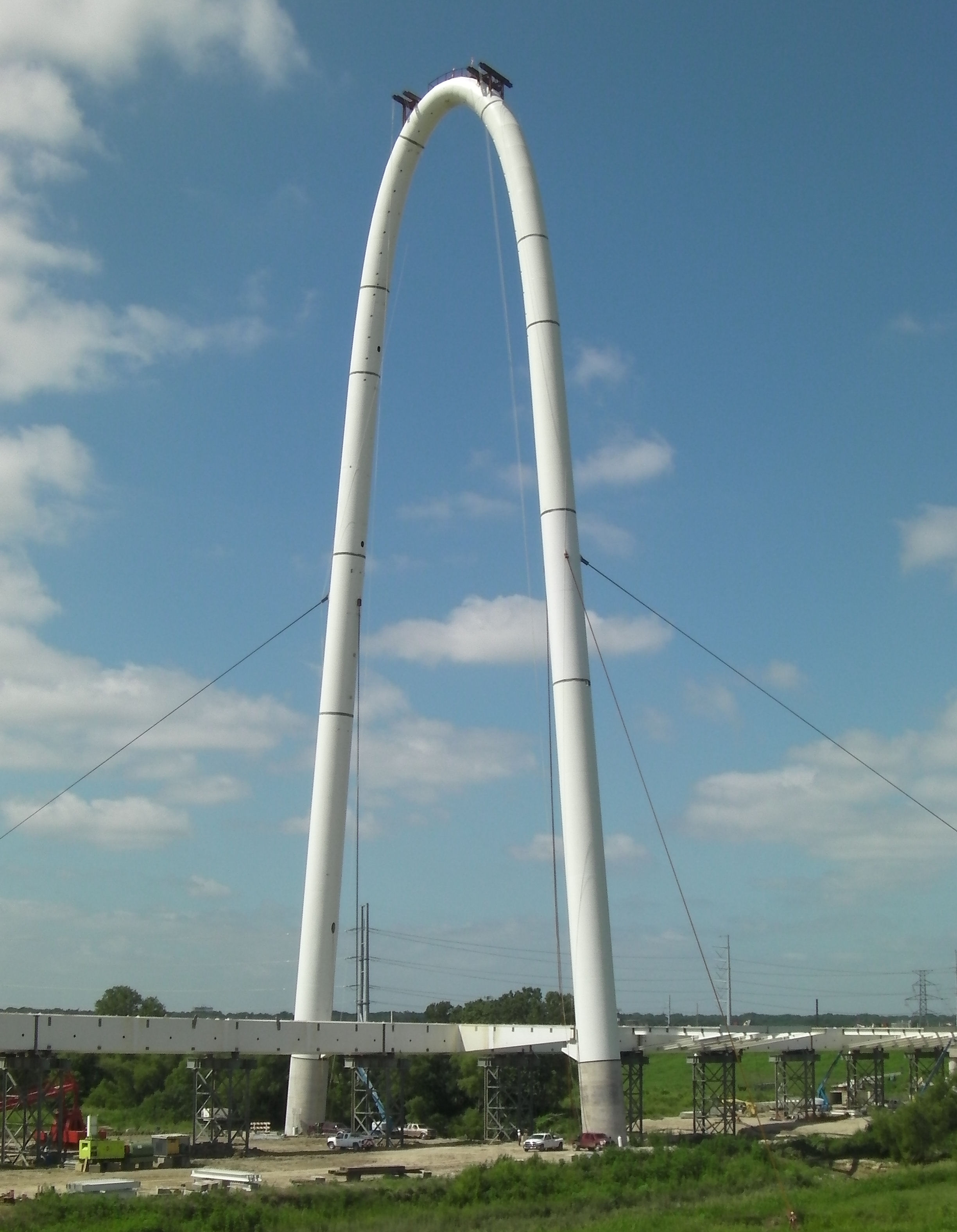
Конструкция в июле 2010
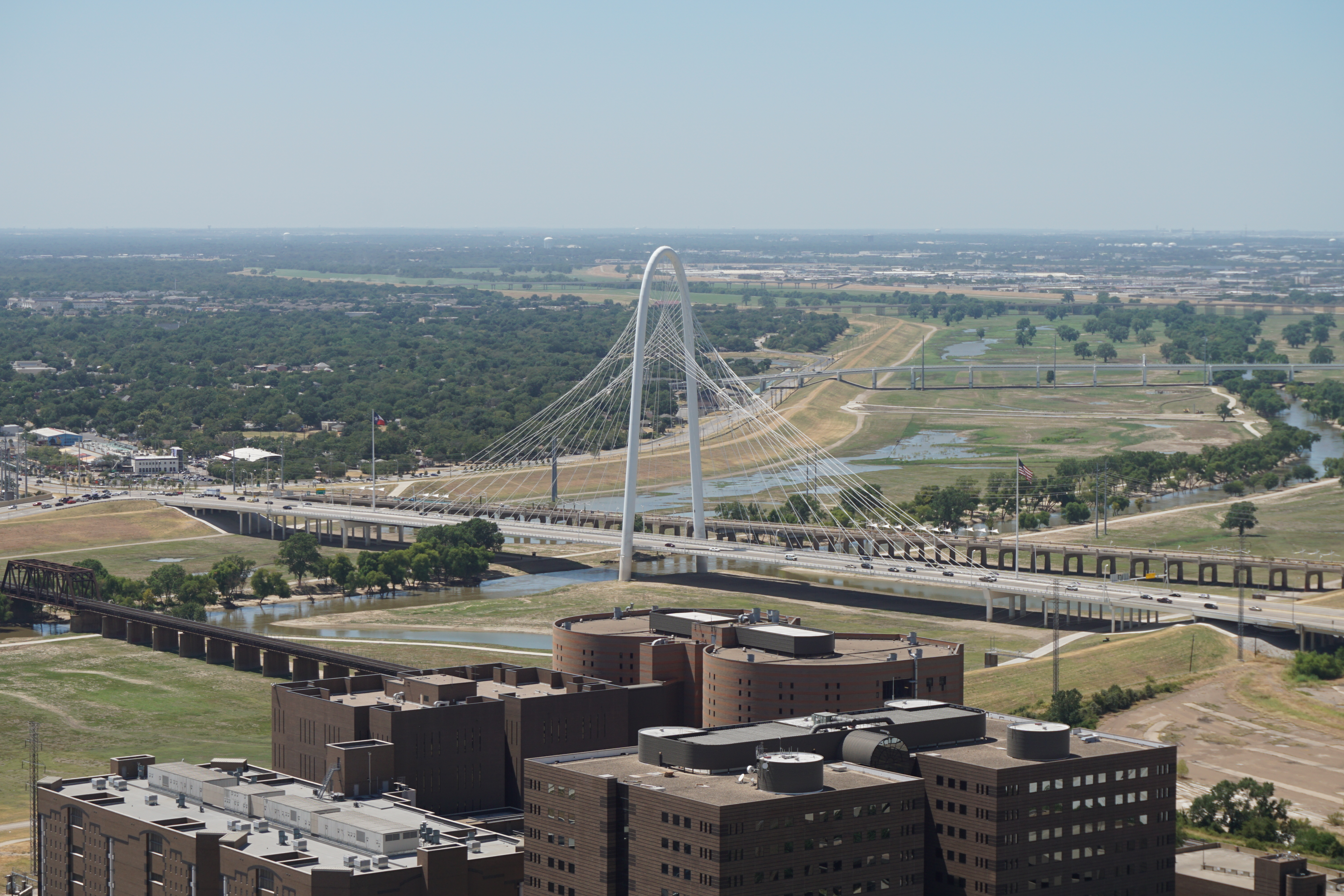
Мост Маргарет Хант Хилл со смотровой башни Reunion Tower[англ.] (август 2015)